# Львівський літопис
Льві́вський літо́пис — український літопис 30-40-х років XVII століття, пам'ятка української мови і літератури.

## Основні відомості про Львівський літопис
Галицький історик і археограф Д. І. Зубрицький, на початку 30-х років XIX століття знайшов у архіві Ставропигійського братства рукописну книгу, складену в першій половині XVII століття Михайлом Гунашевським. У цій книзі розміром 20 на 30 см, дуже різноманітній за своїм складом, містився документ під назвою «Ісписаніє літом от рождества Христова року... і по нім ідущих», якому перші видавці дали назву «Львівський літопис». Така назва була надана не лише тому, що літопис знайдено у Львові, а й через велику увагу надану автором цьому місту.
Папір книги має філігрань із зображенням мисливського ріжка на щитку - знаком, характерним для паперу, що виготовлявся у другій чверті століля на паперових млинах у Польщі. Літопис писано одним, характерним для упорядника збірника почерком, українським (південноруським) звʼязаним скорописом. Палеографічні ознаки рукопису показують, що Львівський літопис написано наприкінці 30-40 років XVII століття. Вперше опубліковано у Москві (1839 р.), друге видання - у Львові (1867-1868 рр.). Зберігається літопис в Центральній науковій бібліотеці НАН України в Києві (Відділ рукописів, фонд кол. Університету св. Володимира, № 206, збірка А. С. Петрушевича, No 27, стор. 162-182).

## Автор
Є відомості, що М. Гунашевський до 1647 року був студентом академії в Замості і в тому ж році одержав духовне звання піддиякона від львівського єпіскопа Арсенія Желіборського. Пізніше він потралив на Наддніпрянщину і, як людина письменна, був прийнятий у канцелярію Війська Запорізького. 1652 року ми вже бачимо М. Гунашевського у складі посольства Богдана Хмельницького до Москви. Розгорнутіша біографія Михайла Гунашевського.

## Події у літописі
Літопис відображає події в Україні-Русі з 1498 по 1649 року включно. Однак перед основним текстом літопису ми знаходимо дві вставки польською мовою. Одна — про взяття польським королем Казимиром III міста Львова 1339 року з посиланням на Кромера. Друга — про перетворення 1471 року литовським великим князем і польським королем Казимиром IV Ягеллончиком Київського князівства у воєводство. Львівський літопис подає цінні відомості про зовнішньополітичне та економічне становище України, взаємини з Польщею, Московією, Кримським ханством. Багато уваги приділяє козацьким повстанням 30-х років XVII століття, національно-визвольній війні українського народу під проводом Б. Хмельницького 1648—1654 рр., наводить ряд фактів з її історії, яких немає в інших джерелах.

## Поділ на частини
За характером опису подій документ ділиться на три нерівні і помітно відмінні одна від одної частини.
Перша частина літопису (з 1498 до 1591 року) являє собою хронологічну, сітку, в яку за кожний рік, очевидно, гадалося вписати звістки про найважливіші події. В цю частину літопису авторові пощастило вписати відомості лише під двадцятьма вісьмома роками з дев’яноста чотирьох. Тут подано сухі, короткі записи про окремі події за відповідні роки.
В другій частині літопису (з 1592 до 1618 року) короткі записи вже чергуються з докладнішими описами подій. Але тут ми ще не зустрічаємо подій, описаних автором, як очевидцем.
Зовсім інший вигляд має третя частина літопису, яка охоплює 1619 — 1649 роки. Тут, за деякими винятками, за кожний рік подано досить широкий опис подій з цінними деталями і фактами, які доповнюють наші уявлення про становище на Україні в ці роки. З автобіографічного запису під 1621 роком можна зробити висновок, що літописець не тільки був сучасником, але, можливо, й учасником подій цього та наступних за ним років, які він описав у своєму літопису. В цій частині літопису вже зустрічаються звістки про місцеві події як історичного, так і побутового характеру.

## Найменування Україна
Автор Львівського літопису з 12 випадків згадування території України в цілому 9 разів вжив термін Україна (вперше 1630 рік) і лише 3 рази, починаючи з 1648 року, вжив термін Військо Запорізьке , який одночасно означав і територію України і військову організацію козаків.

## Видання літопису
- Львовская русская летопись [Архівовано 2 липня 2019 у Wayback Machine.] // Русский исторический сборник, издаваемый обществом истории и древностей российских. — М., 1839. — Т. III, Кн. 3. — С. 233—267.
- Львовская летопись // Науковый сборник, издаваемый литературным обществом Галицко-русской матицы. — Львів, 1867—1868. — Вып. I—IV. — С. 255—294.
- Полное собраніе русских лѣтописей изданное по высочайшему повелѣнію Императорскою археографическою коммиссіею. — Санкт-Петербургъ: Типографія М. А. Александрова, 1910. — Т. 20, I половина: Львовская лѣтопись, ч. I. — IV, 418 с.
- Львівський літопис [Архівовано 19 вересня 2015 у Wayback Machine.] // Бевзо О. А. Львівський літопис і Острозький літописець: Джерелознавче дослідження. — К.: Наукова думка, 1971. — С. 99-124.